# Gulv
 Der er for få eller ingen kildehenvisninger i denne artikel, hvilket er et problem. Du kan hjælpe ved at angive troværdige kilder til de påstande, som fremføres i artiklen.

Et gulv er den del af et rum/værelse, som man går på. Gulve var oprindeligt af stampet jord. Senere kom ler, sten, klinker, træ og terrazzo. Gulvet kan desuden dækkes med linoleum, vinyl, kork eller gulvtæpper.

## Konstruktion
Konstruktionen af et gulv er forskelligt i en kælder og på etagerne. Et gulv nederst i en bygning består af et kapilærlag, der skal sørge for dræn, et lag isolering, et klaplag eventuelt med gulvvarme og et overgulv til at gå på.

## Typer af gulve og beklædning

### Træ- og laminatgulve
Traditionelle trægulve af lange parallelt liggende planker kaldes et plankegulv. Er det af mindre stave, kaldes det et parketgulv. Stavene kan lægges i forskellige mønstre: sildeben eller mosaik. I dag købes planker og stave typisk med fer og not i både sider og ender, så de kan lægges uden at fastgøres til underlaget. Planker lagt med en gummifuger kaldes skibsplanker.
Et laminatgulv er en spånplade med påklæbet plastfilm. Denne plastfilm kan ligne et gulv af andre materialer: et parket- eller klinkegulv. Et laminatgulv kan hverken slibes eller lakeres.
En kombination af parketgulv og laminatgulv, hvor tyndt træ limes på en spånplade med not og fer, kaldes for lamelplank eller lamelparket. For ikke at forveksle de "rigtige" planke- og parketgulve med lamelgulve benyttes begreberne massiv parket og massiv lamel.
De lægges på et betongulv og er derfor ikke-bærende. Plankegulve med en tykkelse, der kan bære vægten, kan også lægges på strøer, og kaldes et bærende gulv. Hvis gulvet ikke er fastgjort til underlaget, kaldes det et svømmende gulv.

### Andre typer gulve

#### Støbte gulve
Denne type gulv er oftest af beton. Et støbt gulv indebærer blandt andet, at man kan fordele materialet i flyende form, som størkner efter noget tid. Det resulterer i en plan, stor flade uden fuger som i klinkegulve og til dels også trægulve. Støbegulve er generelt af materialer der er langt mere slidstærke end andre typer. Det medvirker til, at man oftest ser støbte gulve ved større virksomheder med høj trafik eller som underlag i haller, hvor der både er biler og maskiner.

##### Typer af støbte gulve
- Beton
- Epoxy
- Terrazzo
- Asfaltbaserede gulve

#### Klinke- og stengulve
Er gulve der består af klinker eller fliser af ler eller sten. Disse gulve er mest udbredt på badeværelse, i køkkenet eller udenfor som terrasseunderlag eller til stier. Denne type underlag består af klinker/fliser, med en samling af enten mørtel eller grus/sand.

##### Typer af klinke- og stengulv
- Natursten
- Klinker/fliser
- Stenfliser

#### Trægulve
Trægulve er gulve der består af større massive planker (plankegulve) eller mindre stave (parketgulve) af træ. Trægulve findes i mange forskellige udformninger alt efter stave og plankers størrelse, farve og det mønster det lægge i. Kendetegnende for trægulve, om det er lamel-, planke- eller parketgulv, er at de har flere lag i deres opbygning. Trægulve som plankegulv bliver lagt på strøer eller med fer og not. Parketgulve kan lægges som massiv parket eller som et tynd lag træ limet på en overflade af spånplade, lamelparket eller lamelplank.

##### Typer af trægulv
- Plankegulve
- Parketgulve
- Lamelgulve

## Gulvopklodsning
Gulvopklodsning sørger for at gulvet er helt vandret og korrekt nivelleret; tidligere ved hjælp af små træklodser, der savedes til, så de passede under den lagte strø. I dag med kiler.

## Vedligeholdelse
Vedligeholdelsen af gulve afhænger af typen. De fleste gulve kan støvsuges og gulve med hård overflade kan oftest vaskes. Trægulve kan olieres eller lakeres.
Der er stor forskel på vedligehold af trægulv om de er olieret eller lakeret, lakeret gulve er meget nemmere at holde rene og vedligeholde udtrykket gulvet havde fra ny. Olieret gulve skal have olie behandling alt efter lys indfald, ved meget stor lys indfald og hyppig gulv vask oven på gulv varme tørre et olieret gulv hurtigt ud, derved hyppigere olie behandling.
Gulvafslibning er en proces, der fjerner de øverste millimeter overflade, så gulvet fremstår med færre ridser og buler. Terrazzogulve kan også afslibes.
Gulvafslibning foretages som regel af en professionel gulvafsliber med elektrisk maskinel med en slags sandpapir.
Gulvafhøvling udføres ligeledes maskinelt med små knive. Gulvafhøvling benyttes ved svært beskadigede eller slidte gulve, hvor det er nødvendigt at slibe dybere end under gulvafslibning.